# 沃里克縣 (印第安納州)
沃里克县（英語：Warrick County）是位於美國印第安納州西南部的一個縣，南隔俄亥俄河與肯塔基州相望。面積1,012平方公里。根據美國2000年人口普查，共有人口52,383人。縣治布恩維爾（Boonville）。
成立於1813年3月9日，4月1日生效。縣名紀念在蒂珀卡努战役受了致命傷的雅各·沃里克上校。